# Rafaela Maria
Rafaela Maria Porras y Ayllón, também conhecida como Rafaela Maria do Sagrado Coração (1 de março de 1850, Pedro Abad, Espanha - 6 de janeiro de 1925) é uma Santa Católica que nasceu a cerca de trinta quilômetros de Córdoba, na província da Andaluzia, Espanha. Ela era a mais nova de dez filhos, três dos quais morreram na infância. Sua irmã Dolores era cinco anos mais velha que ela e tinha cinco irmãos mais velhos, Francisco, Juan Celestino, Antonio, Ramón e Enrique.
Seu pai, Ildefonso Porras y Gaitán e sua mãe, Rafaela María de las Dolores Ayllón Castillo casaram-se em Adamuz em 1833 e se estabeleceram na vizinha Pedro-Abad, criando seus filhos na tradição católica. Don Ildefonso era um proprietário de terras e serviu como prefeito de Pedro-Abad. 
Ele era muito respeitado na província por ser generoso, respeitoso e tratar bem todos os seus empregados. A atitude carinhosa de Rafaela é espelhada em seu pai, que morreu de cólera depois de servir seus vizinhos feridos após um surto da doença em Pedro-Abad, em 1854.
A família sofreu outra grande perda em 1869 com a morte de sua mãe em fevereiro daquele ano. Após a morte de seus pais e os casamentos de seus irmãos com vários membros da aristocracia, Rafaela e Dolores administraram a propriedade da família. Rafaela assumiu este papel com uma abordagem distintamente humana, sendo generosa em seu estilo de gestão, exercendo caridade com os pobres e cuidando dos doentes.
Em 1873, Rafaela e Dolores foram atraídas para a vida religiosa. Foi em 1874 que sua tradição de longa data com a educação começou depois de passar períodos no Convento Carmelita e como convidadas dos franciscanos em Santa Cruz. Após a morte do bispo de Córdoba, em março daquele ano, o administrador da diocese, Don Ricardo, convidou Rafaela e Dolores para estabelecer um convento e uma escola na cidade para acomodar as crianças de famílias confortavelmente bem. Agora tinha que ser decidido que ordem de freiras receberia as meninas como noviças. A Sociedade de Marie Réparatrice (en), uma religiosa de freiras francesas, foi convidada a Córdoba para facilitar Dolores e Rafaela. As freiras Marie Réparatice chegaram em 1º de março de 1875 e Dolores e Rafaela começaram como postulantes, com outras seis a seguir pouco depois. No entanto, o povo local de Córdoba não gostava das freiras francesas e, após algumas dificuldades significativas, o arcebispo Fray Ceferino, de Córdoba, demitiu as freiras francesas da cidade. É do núcleo das dezesseis monjas espanholas que restaram que a congregação da Santa Rafaela se desenvolveu. 
O arcebispo Ceferino nomeou Rafaela para o cargo de superior da comunidade de freiras que restou. Rafaela escolheu o nome religioso Irmã Maria do Sagrado Coração e sua irmã, Dolores escolheu o nome Maria do Pilar. Rafaela e suas companheiras, as novatas tinham noções claras de sua vida religiosa e da direção em que sentiam que queriam ser guiadas. Sua intenção era basear sua vida religiosa na espiritualidade de Santo Inácio de Loyola. Essa clareza não foi compartilhada pelo Arcebispo, que fez mudanças drásticas em suas regras. Isso levou as noviças a recusarem-se a fazer os seus votos, deixando Córdoba ao anoitecer e mudando-se para Andújar, a oitenta quilômetros de distância.
Em 1877 eles se estabeleceram em Madrid. Sua nova congregação, chamada Irmãs Reparadoras do Coração de Jesus, recebeu a plena aprovação do Cardeal Arcebispo de Toledo. O propósito desta nova congregação centrou-se na adoração e exposição diária do Santíssimo Sacramento. Externamente, a intenção da Ordem era abrir escolas para meninas pobres e preparar meninas mais velhas e mulheres jovens para a Primeira Comunhão. Rafaela trabalhou incansavelmente no estabelecimento de novas fundações em Córdoba (1881), Jerez (1882), Bilbao (1885) e Zaragoza (1886) antes de receber um decreto papal e aprovação formal em 1886.  Foi como resultado deste Decreto de Louvor em 1886 que as irmãs se tornaram o Instituto das Servas do Sagrado Coração de Jesus com Rafaela, como primeira Superiora Geral. Por fim, a Ordem das Servas do Sagrado Coração estabeleceria escolas em um nível social elevado, mas elas permaneceram fiéis ao seu propósito original de trabalho educacional entre os pobres.
Rafaela renunciou ao seu cargo em 1893, após consideráveis desentendimentos com seu Conselho. Dolores, agora Maria do Pilar, assumiu o cargo de superiora geral do instituto. Rafaela mudou-se para Roma, onde passou o resto de sua vida em reclusão até à sua morte, na festa da Epifania em janeiro de 1925. Rafaela foi beatificada em 1952 pelo Papa Pio XII e canonizada em 23 de janeiro de 1977 pelo Papa Paulo VI, marcando o centenário da fundação das servas do Sagrado Coração de Jesus.
A festa de Santa Rafaela Maria celebra-se a 6 de Janeiro, data da sua morte.